# Haldaur
Haldaur es una ciudad y municipio situado en el distrito de Bijnor en el estado de Uttar Pradesh (India). Su población es de 19567 habitantes (2011). 

## Demografía
Según el  censo de 2011 la población de Haldaur era de 19567 habitantes, de los cuales 10245 eran hombres y 9322 eran mujeres. Haldaur tiene una tasa media de alfabetización del 77,86%, superior a la media estatal del 67,68%: la alfabetización masculina es del 84,03%, y la alfabetización femenina del 71,11%.